# TimeSplitters Future Perfect
TimeSplitters Future Perfect är den tredje delen i den excentriska FPS-serien. Spelet fick något sämre recensioner än föregångaren, Timesplitters 2, men lockade till sig många spelare tack vare att det introducerade serien för ett maffigt online-multiplayer-läge.